# 87P/Bus
87P/Bus – kometa krótkookresowa, należąca do grupy komet typu Enckego.

## Odkrycie
Kometę odkrył Schelte Bus 2 marca 1981 roku na płycie fotograficznej wykonanej za pomocą UK Schmidt Telescope w Obserwatorium Siding Spring (Australia). W nazwie znajduje się zatem nazwisko odkrywcy.

## Orbita komety i właściwości fizyczne
Orbita komety 87P/Bus ma kształt elipsy o mimośrodzie 0,39. Jej peryhelium znajduje się w odległości 2,10 j.a., aphelium zaś 4,78 j.a. od Słońca. Jej okres obiegu wokół Słońca wynosi 6,38 roku, nachylenie do ekliptyki to wartość 2,60˚.
Jądro tej komety ma rozmiary 0,56 km.